# アルプスの少女ハイジ

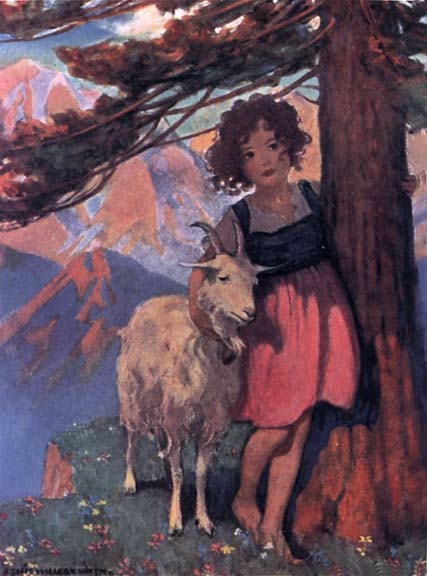
ジェシー・ウィルコックス・スミスによるハイジのイラストレーション(1922)

『アルプスの少女ハイジ』（アルプスのしょうじょハイジ、Heidi）は、スイスの作家ヨハンナ・シュピリ（またはスピリ）の児童文学作品である。1880年から1881年に執筆された。原題は『Heidis Lehr- und Wanderjahre』（ハイジの修行時代と遍歴時代、1880年出版）および『Heidi kann brauchen, was es gelernt hat』（ハイジは習ったことを使うことができる、1881年出版）である。
ドイツの文豪ゲーテの『ヴィルヘルム・マイスターの修業時代』および続編の『ヴィルヘルム・マイスターの遍歴時代』からその着想を採られたもので、教養小説（成長小説）としての色彩を持ったものである。キリスト教信仰に基づく描写が多く見られる。作者も属するドイツ語圏スイスのデルフリ村（マイエンフェルト付近の架空の村。イェニンス村がモデル）が舞台となっており、中盤にはゲーテの生地でもあるフランクフルトに舞台が移る。

## あらすじ
日本語完訳版では、２分冊で発表された原著が第１部・第２部の１冊、または上・下２分冊で出版されている。それぞれの内容は、
- 『Heidis Lehr- und Wanderjahre』（ハイジの修行時代と遍歴時代、1880年出版）
フランクフルトからデルフリ村に戻ったハイジが祖父と再会し、ハイジの説得で祖父が永年拒んできた日曜礼拝に参加するまでを描く。

- 『Heidi kann brauchen, was es gelernt hat』（ハイジは習ったことを使うことができる、1881年出版）
ハイジはフランクフルトで旅支度をして、アルム山の祖父の元へ帰り、元気になる。病弱のクララがアルム山を訪ね、元気になり、歩けるようにもなり、クラッセン医師が後見人になる。

スイス東南部、ドイツ語圏のグラウビュンデン州のデルフリ村（スイスドイツ語で「小さな村」、イェニンス村といわれる）に二人の兄弟が住んでいた。兄は酒とギャンブルで一家の財産を浪費し、弟はナポリでイタリア軍に従軍するために家出した。息子トビアスを連れて戻ってきた彼は、村人たちから疎まれ、ナポリでの生活にまつわる噂を立てられる。彼はアルム山（架空の山）で隠遁生活を送り、「アルムじいさん」と呼ばれるようになる。二人の村娘、デーテとアーデルハイト姉妹がトビアスと親しくなる。2人が成長すると、デーテはグリソン地方のマイエンフェルトの町でホテルのメイドとして働くようになる。アーデルハイトとトビアスは結婚し、彼は大工として働く。二人の間には娘が生まれ、名前はアーデルハイトだが、愛称は「ハイジ」（ハイディ、Heidi）だった。やがてトビアスは仕事中の事故で亡くなり、母アーデルハイトもショック死する。アルムおじさんはこのことで神を恨む。
ハイジは当初、マイエンフェルトで母方の祖母とデーテに育てられる。祖母の死後まもなく、デーテは大都会でのメイドとして良い仕事を紹介されたので、5歳のハイジをデルフリからアルム山を登ったところにある父方の祖父「アルムじいさん」の家に連れて行く。祖父は長年、村人たちと対立し、神を恨み、アルム山で隠遁生活を送っていた。彼はハイジがやって来たことに一時は腹を立てるが、彼女の明らかな知性と陽気でありながら淡々とした態度に、控えめながらもすぐに本物の愛情を抱くようになる。ハイジは新しい隣人たち、若いヤギ飼いのペーター、その母ブリギット、目が見えなくなった母方の祖母ともごく親しくなる。季節が過ぎるごとに、山の住人たち、特にペーターと祖母はハイジへの愛着を深め、ハイジもまた彼らに愛情を注ぐようになる。しかし、村の牧師の勧めにもかかわらず祖父はハイジが学校に通うことを拒み、それを勧めようとする地元の牧師や校長と喧嘩し、その結果ハイジは文盲で育つ。
3年後、デーテはハイジをフランクフルトに連れて行き、クララ・ゼーゼマンという裕福な家の少女のお抱え女友達になる。クララはハイジの素朴な人懐っこさとアルム山での生活の描写に魅了され、ハイジのナイーブさと都会生活の経験のなさがもたらすおかしな災難の数々に大喜びする。しかし、ゼーゼマン家の厳格な家政婦ロッテンマイヤー女史は、家庭の乱れを無分別な悪行とみなし、自由奔放なハイジをますます束縛し、アルプスの話をすることも、故郷を思って泣くことも禁じた。やがてハイジはアルムへのホームシックがひどくなり、驚くほど青白く痩せていく。そんなハイジの唯一の気晴らしは、クララの祖母ゼーゼマン夫人が、ハイジに信頼と愛情を示し、神を信じ、祈ることを勧めて『聖書』の物語集を使って読み書きを習うことだった。後にゼーゼマン夫人はハイジに様々な本を贈り、こうしてハイジは本を読めるようになる。
ハイジは難治性のホームシックにかかり、階下に降りて玄関のドアを開ける夢遊病の症状を起こす。彼女はクラッセン医師の勧めで、友人へのプレゼントとゼーゼマンからの本を抱えて山に戻るが、彼女の最大の楽しみのひとつは、もはや自分では歌えないペーターの目が見えない祖母に「讃美歌」を歌ってあげることだと気づく。彼女の神への信仰は、アルムおじさんの中にある何かに語りかける。ある日ハイジは、ゼーゼマン夫人からもらった本から「放蕩息子」を読み聞かせる。その夜、おじさんは神を恨んできた自分を反省して、久しぶりに神へ祈りを捧げる。おじさんはハイジを教会に連れて行くようになり、冬にはハイジが学校に通えるように村に宿をとる。
ハイジとクララは連絡を取り合い、手紙を交換し続ける。ハイジを訪れたクラッセン医師は、クララにハイジを訪ねることを熱心に勧め、山の環境と健全な交友関係がクララに良い結果をもたらすと確信する。翌シーズン、クララはハイジと素晴らしい夏を過ごし、ヤギ乳と新鮮な山の空気で強くなる。しかし、ハイジとクララの友情に嫉妬を募らせたペーターは、彼女の空の車椅子を山に突き落として破壊してしまう。車椅子がなければ、クララは歩くしかない。彼女はあまり力がなく、ハイジや祖父に頼って倒れずに立っていることが多かったが、孤独な引きこもりの病人としての生活に終止符が打たれた。祖母と父は、クララが再び歩けるようになったことに驚き、大喜びする。冬に町で学校に通えるようにと自分の別荘を宿として貸していたクラッセン医師は、祖父が年老いてハイジを保護できなくなる時が来たとしても、永久に彼女の後見人となることを約束する。

## 日本語訳
日本語訳の版本は過去様々なタイトルで100種類以上出版された。以下はその一部（抄訳も含む）。
- 『ハイヂ』 （野上彌生子 訳。英語版（Everyman's Library 431 ”Heidi”）からの重訳[3]。） 家庭読物刊行会 1920年
- 『楓物語』（山本憲美 訳。英語版からの重訳[3]。） 福音書館 1925年
これは明治・大正期に他の作品でも見られた、人名を日本風にした作品である。（日本では）当時の少年少女は現代人よりも外国人名に慣れていなかったため、物語の内容は変えずに登場人物名だけをすべて日本風に変えて、年少の読者の負担を少しでも減らしたものである。そのためハイジが「楓（かえで）」、ペーターが「辨太（べんた）」、アルムおじいさんが「爺（おやぢ）」、デーテおばさんが「伊達（だて）さん」、クララが「久良子（くらこ）」、ロッテンマイヤーが「古井（ふるゐ）さん」となっており、ゼーゼマンは「本間（ほんま）」であるためクララのフルネームは「本間久良子」になる[4]。地名等は原作どおりなので、完全に日本の物語にしてしまう翻案とは異なり、現在では絶えてしまったスタイルである。日本では著作権の保護期間が満了し（パブリックドメイン）、国立国会図書館デジタルコレクションでインターネット公開されている[5]。
- 『アルプスの山の娘（ハイヂ）』 （野上彌生子 訳。英語版（Everyman's Library 431 ”Heidi”）からの重訳[3]。） 岩波文庫 1934年、復刊1991年ほか
- 『アルプスの山の少女』 （水島あやめ 訳、高井貞二 画） 文化書院 1947年
- 『ハイジ』 上・下（竹山道雄 訳） 岩波少年文庫 1952年（旧版）、改版1986年
上下巻計で25万部を発行[6]。
- 『アルプスの少女ハイジ』 （関泰祐、阿部賀隆 訳） 角川文庫、1952年、改版2006年ほか
- 『アルプスの少女』 （中村一雄 訳、石垣好晴 画） 日本書房 1954年
- 『ハイジ』 （矢川澄子 訳、パウル・ハイ 画） 福音館書店〈福音館古典童話シリーズ〉 1974年
- 『ハイジ』 第1部・第2部（国松孝二、鈴木武樹 訳、小谷智子 画） 偕成社文庫 1977年、のち改版
- 『ハイジ』藤田素子 サンマーク出版〈コミックス版 世界名作全集〉第6巻 1983年 漫画作品
- 『アルプスの少女』 （関楠生 訳、ナタリー・フォーシル 画） 童心社〈フォア文庫〉 1988年
- 『アルプスの少女ハイジ』高瀬直子 てんとう虫コミックス、1990年、漫画作品
- 『アルプスの少女』 （大野芳枝 訳、渡辺藤一 画） 集英社〈子どものための世界文学の森〉 1994年
- 『アルプスの少女』 （足沢良子 訳、こさかしげる 画） ぎょうせい 1995年
- 『アルプスの少女』 （石中象治 訳、岡村夫二 画） 旺文社〈ジュニア図書館〉 1969年、改版1996年
- 『アルプスの少女ハイジ』 （ささきたづこ 訳、矢島真澄 画） 小学館 1998年
- 『ハイジ』 上・下（矢川澄子 訳、パウル・ハイ 画） 福音館文庫 2003年
- 『ハイジ』 上・下（上田真而子 訳） 岩波少年文庫 2003年
上下巻計で4万部（2011年2月時点）を発行[6]。
- 『アルプスの少女ハイジ』（池田香代子 訳、いわさきちひろ 画） 講談社〈青い鳥文庫〉 2005年
- 『アルプスの少女ハイジ』（万里アンナ 訳、うっけ 画） KADOKAWA〈角川つばさ文庫〉 2012年
- 『アルプスの少女ハイジ』（松永美穂 訳、横山洋子 監修） 学研〈10歳までに読みたい世界名作〉 2015年
- 『アルプスの少女ハイジ』（松永美穂 訳）角川文庫 2021年1月 新訳完全版
- 『アルプスの少女ハイジ』（遠山明子 訳）光文社古典新訳文庫 2021年6月 同上

## 映像化作品

### アニメ
テレビシリーズとしては、ズイヨー映像の作品が有名だが、アニメ作品はほかにもいくつか存在する。以下はその一部である。
- 1967年:『アルプスの少女ハイジ』（TCJ）、テレビシリーズ企画とパイロット版のみ[7]
- 1974年:『アルプスの少女ハイジ』（ズイヨー映像）、テレビシリーズ作品
  - 2015年:『Heidi』（フランス、オーストリア、ドイツ、ベルギー、Studio 100）上記の作品を下敷きにした3Dアニメ版。話数がオリジナル版よりも13話短縮されている。世界100か国以上で公開されたが[8]、日本では2021年7月現在未放送。
- 1987年:『Heidi's Song』（アメリカ、ハンナ・バーベラ・プロダクション）、劇場用作品
- 1988年:『ビデオ絵本 アルプスの少女ハイジ』（ウォーカーズカンパニー）、ビデオ作品、虫プロダクション制作[9]
- 1989年：『ポンキッキめいさくわーるど アルプスの少女ハイジ』（スタジオジュニオ）、『ひらけ!ポンキッキ』のコーナー内テレビアニメ作品、1989年4月3日放送
- 1993年：『サンリオ世界名作映画館 ハローキティのアルプスの少女ハイジ』（サンリオ）、ビデオ作品、1994年に『ハローキティのアルプスの少女ハイジ クララとの出会い』が発売[10]
- 1995年:『ハイジ』（日本ビデオ販売）、ビデオ作品
- 2017年:「HUNGRY DAYS『アルプスの少女ハイジ』篇」（タツノコプロ）、 日清食品「カップヌードル」のCMとして制作された短編作品で本作を翻案し、ハイジ・クララ・ペーターが現代日本の高校生として生活している様子を描いている。キャラクターデザインは窪之内英策が担当、ハイジを石井杏奈、クララを雨宮天、ペーターを神谷浩史がそれぞれ演じている[11]。

### 実写
- 1937年：『ハイデイ』　アメリカ映画（88分）
出演：シャーリー・テンプル（ハイジ）、ジーン・ハーショルト
- 1952年：スイス映画（100分）
出演：エルスベート・ジグムント 、ハインリヒ・グレトラー、トマス・クラメス、テオ・リンゲン
音楽：ロバート・ブルム
監督：ルイジ・コメンチーニ
ハイジはスイスの高原放牧地（アルム）で祖父（アルムおんじ）と一緒に生活している。ハイジは友人ペーター（山羊の家畜番）と一緒に、山での生活を送る。その後ハイジは、ゼーゼマン(Sesemanns)家の一人娘で、病気のため立つことができないクララ(Klara)のために都市へ送られた。ホームシックと友情の物語。
- 1955年：Heidi und Peter（1952年の続編）
出演：エルスベート・ジグムント 、ハインリヒ・グレトラー、トマス・クラメス
音楽：ロバート・ブルム
監督：フランツ・シュニーダー
ハイジはスイス・アルプスにいる祖父の元に帰る。病気だったクララ・ゼーゼマンは清潔な高山の空気において健康になるために、スイスのハイジの元へ送られた。
- 1965年：ドイツ/オーストリア映画（110分）
出演：エバ・マリア・ジングハンマー（ハイジ）、グスタフ・クヌート（アルムおんじ）、Michaela May〈ミカエラ・メイ〉（クララ）、ヤン・ケストラー（ペーター）、エルンスト・シュレーダー
- 1968年：アメリカ・テレビドラマ（105分）
出演：ジェニファー・エドワード（ハイジ）、マイケル・レッドグレイヴ（アルムおんじ）、マクシミリアン・シェル（クララの父・ゼーゼマン氏）、ジーン・シモンズ（ロッテンマイヤー）、ペーター・ファン・アイク
- 1974年：イギリス・BBC制作テレビドラマ（30分、6話）[12]
出演：エマ・ブレイク（ハイジ）、ハンス・メイヤー（アルムおんじ）、ニコラス・リンドハースト（ペーター）、クロエ・フランクス（クララ）
日本では、1976年2月にNHKで少年ドラマシリーズとして放送[13]。後にハウスこども劇場(テレビ朝日系列)でも放送された。
- 1978年：『アルプスの少女ハイジ 新しい冒険 The New Adventures of Heidi』スイス・ドイツ・オーストラリア制作テレビドラマ　(全26話)
出演：カティア・ポレティン
- 1993年：アメリカ・ハーモニーゴールド社制作テレビドラマ（193分）[14]
出演：ノーリー・ソーントン（ハイジ）、ジェイソン・ロバーズ（アルムおんじ）、ジェーン・シーモア（ロッテンマイヤー）、パトリシア・ニール（ペーターのおばあさん）、レキシー・ランドール（クララ）
監督：マイケル・レイ・ロードス
ゴールデングローブ賞ノミネート。
日本では1996年1月1日から3日にかけてNHK教育テレビで3回に分けて放送。
- 2001年：スイス映画
出演：コルネリア・グレッシェル（ハイジ）、ナディーネ・ファノ（クララ）
舞台を現代に変更した作品。
- 2005年：『ハイジ』　イギリス映画（104分）
出演：エマ・ボルジャー（ハイジ）、マックス・フォン・シドー（アルムおんじ）、ジェラルディン・チャップリン（ロッテンマイヤー）、ダイアナ・リグ（クララのおばあさま）
- 2015年：『ハイジ アルプスの物語』 スイス・ドイツ共同制作映画（111分）
出演：アヌーク・シュテフェン（ハイジ）、ブルーノ・ガンツ（アルムおんじ）、クイリン・アグリッピ（ペーター）、イザベル・オットマン（クララ）、カタリーナ・シュトラー（ロッテンマイヤー）ほか
監督：アラン・グスボ－ナー
日本では2017年8月26日より各地で公開。

## 舞台化作品

### 宝塚少女歌劇団
- 1940年：世界名作童話 オペレッタ『アルプスの山の娘』　
雪組公演　1940年7月26日～8月25日　於宝塚大劇場
出演：山路すみれ（ハイヂ）、紅玉美（クララ）、三代あづさ（ペーテル）、秋風多江子（アルムおんぢ）、夕映あかね（おばあさん）、英みのる（クララの父:ヘル・ゼーゼマン）、初音麗子（ロッテンマイヤー）、華澤榮子（デーテ）、尾上さくら（ブリギッテ）、牧藤尾（セバスチャン）、千村克子（チネッテ）、園井恵子（クララのおばあさま）、朝緑澄子（お医者様）、大美輝子（ヨハン）、麗明美（ロベルト）、梢音羽（牧師）、蒼海千尋（家庭教師）、鈴之也千菊（バルベル）
脚色・演出：東郷静男
振付：吉富一郎
作曲：長谷川良夫、筒井春男
舞台装置：渡邊正男

## 漫画化作品
- 『アルプスの少女』（高野てつじ、金の星社、1953年）[15][16][17]あ
- 『アルプスの山の娘』（滝沢みち子、曙出版世界名作漫画文庫 ; 44、1953年）[18][17]
- 『アルプスの少女』（南義郎、集英社世界名作長編漫画　おもしろ漫画文庫 ; 50、1954年）[19][17]
- 『アルプスの少女』（杵淵やすお、大日本雄弁会講談社『なかよし』7月号ふろく、1955年）[17]
- 『少女ハイジ』（南田はると、小学館『小学四年生』7月号ふろく、1956年）[17]
- 『少女ハイジ』（松沢のぼる、小学館『小学二年生』6月号ふろく、1957年）[17]
- 『アルプスの少女』（小沢得久、きんらん社まんが物語 ; 400、1959年）[20][17]
- 『アルプスの少女』（小林健一、集英社少女漫画文庫 ; 7、1959年）[21][17]
- 『アルプスの少女』（鈴木のり子、小学館『小学二年生』8月号ふろく、1965年）[17]
- 『アルプスの少女』（赤松節子、小学館『小学二年生』ふろく、1966年）[17]
- 『ハイジ』（わたなべまさこ、集英社マーガレットコミックス、1968年/白泉社花とゆめコミックス、1975年）[22][23][17]
- 『アルプスの少女』（北島洋子、集英社モンキー文庫. 名作漫画シリーズ、1977年）[24][17]
- 『アルプスの少女』（高見典子、小学館『小学三年生』ふろく、1983年）[17]
- 『ハイジ』（藤田素子、サンマーク出版コミックス版世界名作全集6、1983年）[25][17]
- 『アルプスの少女ハイジ』（鈴賀レニ、小学館『小学三年生』1月号ふろく、1984年）[17]
- 『アルプスの少女ハイジ』（高瀬直子、小学館てんとう虫コミックス. 世界名作まんが ; 5、1990年）[26][17]
- 『アルプスの少女ハイジ』（いがらしゆみこ、小学館『小学一年生』1986年4月号-1987年3月号[27]/くもん出版The kumon manga library、1998年[28]。『小学一年生』に連載されたものに加筆）[17]
- 『アルプスの少女ハイジ』（牛田牛午、学研プラスマンガジュニア名作シリーズ、2015年）[29][30][17]

## 他の作者による「ハイジ」の続編
ヨハンナ・シュピリ自身は、「アルプスの少女ハイジ」の続編などは執筆していないが、他の作者による続編が公開されている。いずれも公式な作品というわけではなく、作者が異なれば、続編間の関連性も無い。
- シャルル・トリッテン『それからのハイジ』（各務三郎 訳 ブッキング 2003年8月）
ハイジは、クララの勧めによってローザンヌの寄宿学校へ入学する。卒業したハイジはアルプスに戻り学校の教師となる。
- シャルル・トリッテン『ハイジのこどもたち』（各務三郎 訳 ブッキング 2003年8月）
『それからのハイジ』の続編。ハイジとペーターは結婚してアルムの村で暮らしていた。ローザンヌの寄宿学校時代の親友の妹マルタは、祖母を亡くしたおりに心を閉ざしていた。ハイジはマルタを引き取って育てる。やがて、マルタも次第に心を開いていく。
- フレッド・ブローガー&マーク・ブローガー『ハイジの青春 アルプスを越えて』（堀内静子 訳 早川書房 1990年8月）
（"Courage Mountain"として映画化（邦題『チャーリー・シーンのアルプスを越えて』））
14歳になったハイジは、アルプスを離れ、イタリアの寄宿学校へ行く。しかし、戦争が始まり寄宿学校は軍に接収され、ハイジたちは工場で酷使される。ハイジたちは脱走し、アルプスへと向かう。
- 石川淳「アルプスの少女」（『おとしばなし集』所収 集英社 1952年11月）
『戦後短篇小説再発見〈10〉表現の冒険』（講談社文芸文庫 2002年3月）に再録
戦争が起こり、ペーターは兵士となる。平和が戻ったとき、ペーターとクララは再会しアルムに向かう。

## 類似が指摘される作品
2010年、ドイツの文学研究者ペーター・ビュトナー（Peter Büttner）により、この作品が1830年にドイツの作家、ヘルマン・アーダム・フォン・カンプが発表した作品「アルプス山地の少女アデライーデ（Adelaide - das Mädchen vom Alpengebirge）」に類似していることが指摘され、本作の下敷きとなった可能性が高いとした。この指摘にはスイスの新聞が「ハイジは盗作だった」と報じるなど波紋を広げた。ビュトナー自身は「私は盗作とは言わない。シェークスピアやゲーテも同じことをやっている」と話している。